# Periclimenes platalea
Periclimenes platalea är en kräftdjursart som beskrevs av Lipke Bijdeley Holthuis 1951. Periclimenes platalea ingår i släktet Periclimenes och familjen Palaemonidae. Inga underarter finns listade i Catalogue of Life.